# Acrolophia lamellata
Acrolophia lamellata är en orkidéart som först beskrevs av John Lindley, och fick sitt nu gällande namn av Ernst Hugo Heinrich Pfitzer. Acrolophia lamellata ingår i släktet Acrolophia och familjen orkidéer. Inga underarter finns listade i Catalogue of Life.

## Bildgalleri

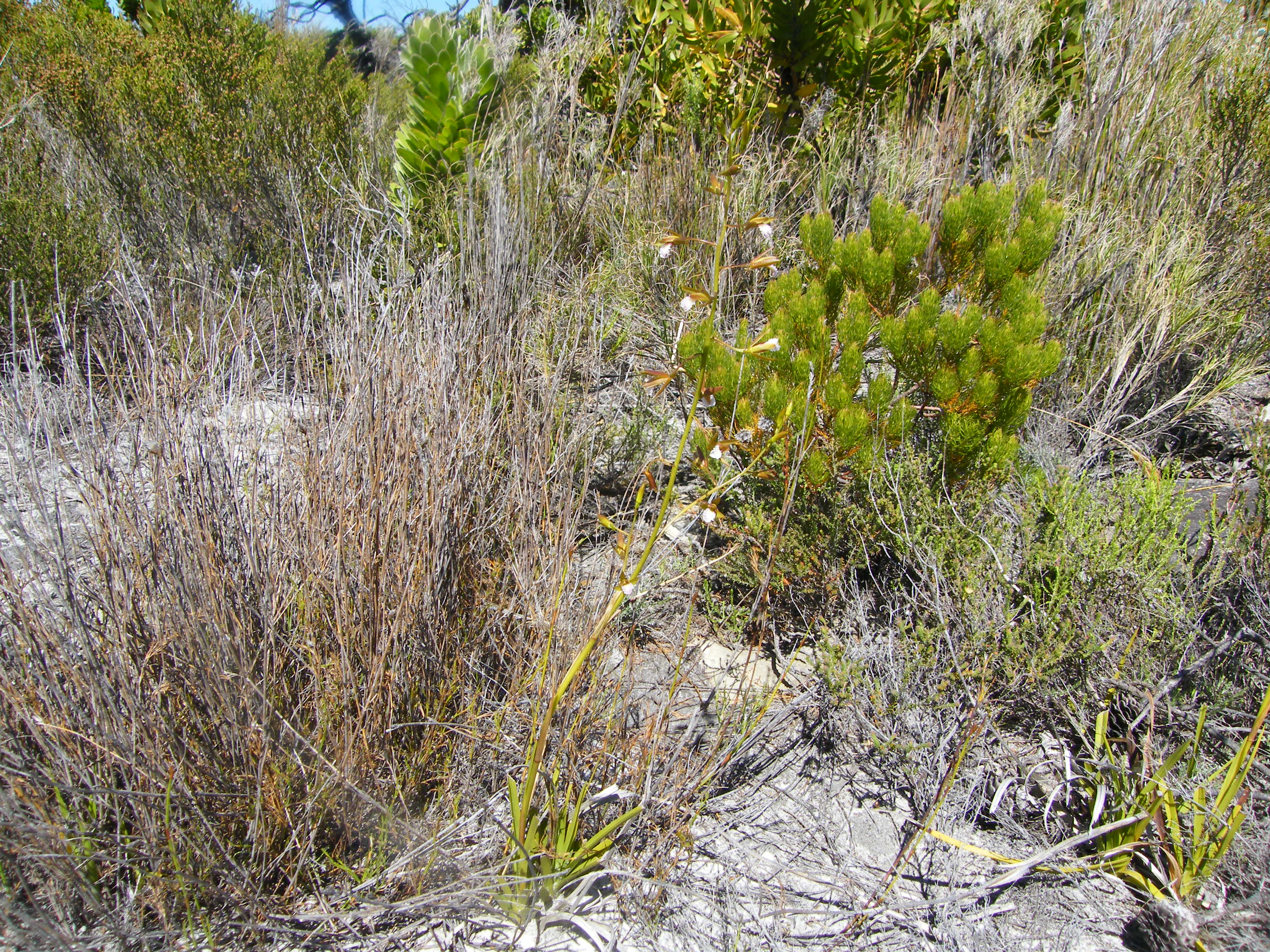
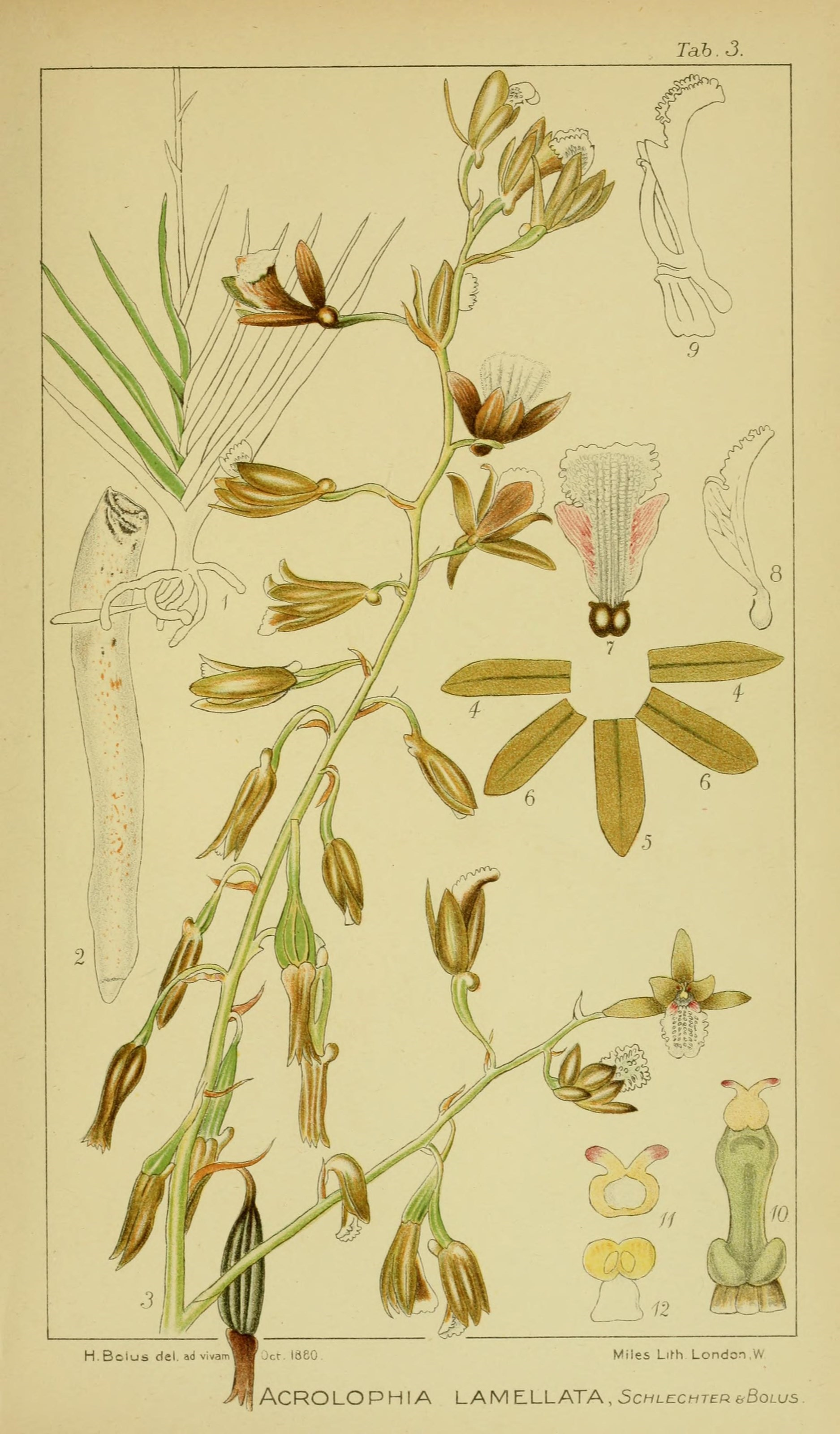